# 巴伐利亞的莎碧娜
巴伐利亞的莎碧娜（德語：Sabina von Bayern，1492年4月24日—1564年8月30日），巴伐利亞公爵阿爾布雷希特四世與奧地利的庫妮根德的女兒。

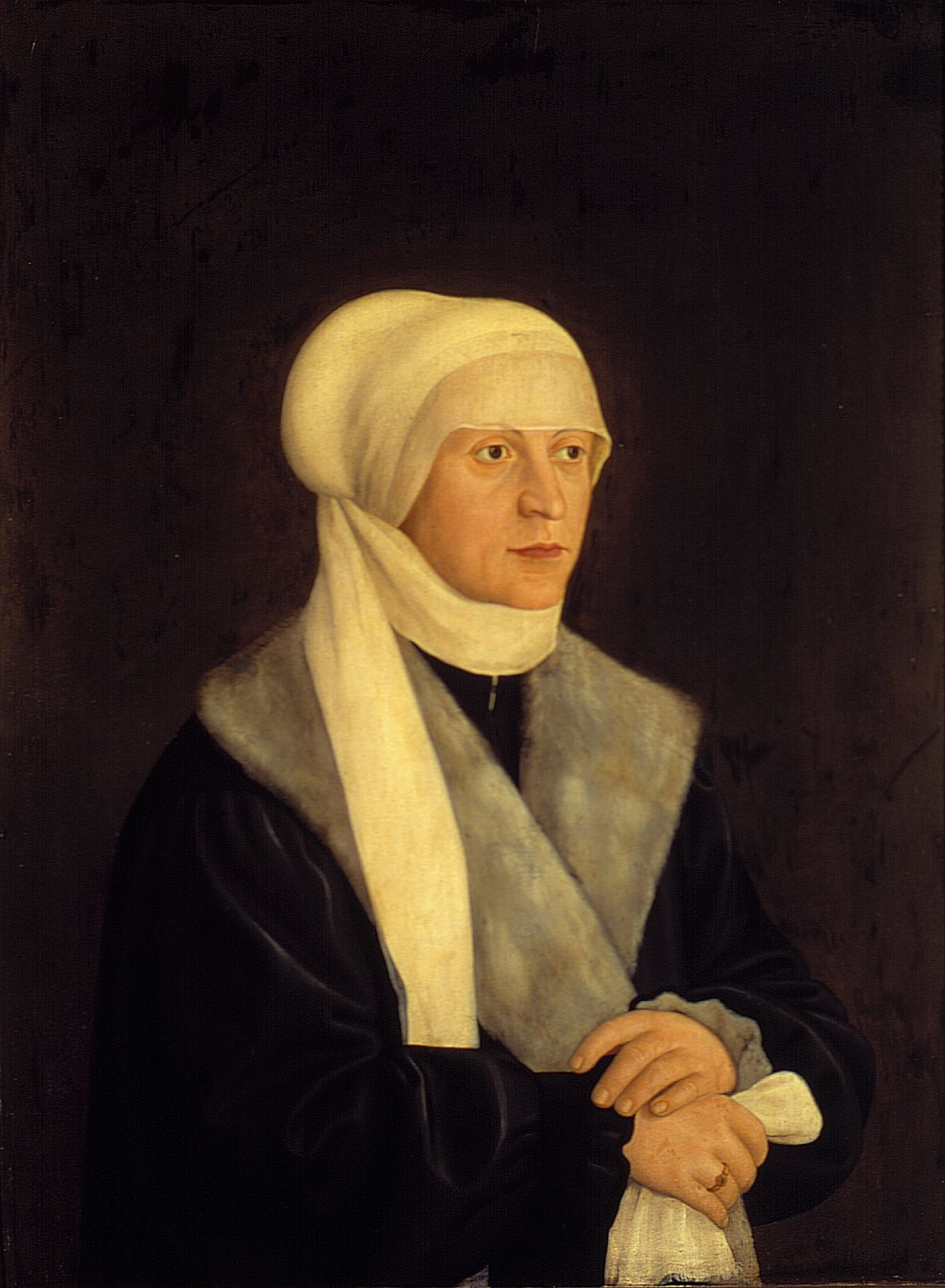
巴伐利亞的莎碧娜

## 家庭
1511年，莎碧娜與符騰堡公爵烏爾里希結婚，兩人共有1子1女：
1. 安娜（1513年—1530年），早逝
2. 克里斯多福（1515年—1568年）